# Sandvikens Skeppsdocka och Mekaniska Verkstad
Ab Sandvikens Skeppsdocka och Mekaniska Verkstad  (finska: Oy Osakeyhtiö Hietalahden Sulkutelakka ja Konepaja) var ett skeppsvarv på Munkholmen, som grundades 1894. Det fortsatte verksamheten i det 1865 grundade och 1894 konkursade Helsingfors Skeppsdocka. Det har i nutid en efterträdare i Helsinki Shipyard Oy.
Konkursboet efter Helsingfors Skeppsdocka köptes av handlaren J.C. Burmeister, som organiserade ett nytt företag med namnet Ab Sandvikens Skeppsdocka och Mekaniska Verkstad. Till vd utsågs Edvin Bergroth, som 1900 efterträddes av Adolf Engström. I början av 1900-talet hade varvet omkring 300–400 anställda.

## Tidig produktion
Under tidigt 1900-tal byggde varvet främst passagerarfartyg, ångbogserbåtar, kustbevakningfartyg och pråmar för kunder i Finland och Ryssland. Mellan 1900 och 1914 tillverkades minst 60 fartyg. Åren 1910–1918 levererades 30 motorfartyg, försedda med motorer från Bolinders Mekaniska Verkstad. Varvet byggde också fyra torpedbåtar till Kejserliga ryska flottan, som levererades 1907.
Torrdockan förlängdes 1903 till 96 meter, 1910 till 100,6 meter och 1912 till 106,7 meter. 
Företaget balanserade årstidsväxlingar i efterfrågan genom att bygga järnvägsvagnar för framför allt de finländska statsbanorna, framför allt godsvagnar, men också en del passagerarvagnar och också ett fåtal spårvagnar till Helsingfors.
Verkstaden tillverkade också ångmaskiner och -pannor, pumpar och andra produkter. 

## Produktion efter första världskriget
Under 1920-talet hade varvet en låg orderingång på fartyg och ingen alls på järnvägsvagnar. Det andra stora varvsföretaget i Helsingfors, Maskin och Bro, köpte företaget 1926. År 1933 fick varvet en stor flytdocka. 
Åren 1918−1931 nytillverkades bara 15 fartyg, och då mestadels små pråmar och varpbåtar. Bland de mer kända var S/S Rigels samt miniubåten Saukko för Finlands flotta. Åren 1932–1938 byggdes bland andra S/S Orion på 2.800 ton, för FÅA 1935, som då var det största fartyget som byggts i Finland, isbrytaren Otso 1936 samt passagerarfartyget M/S Jäämeri ("Ishavet") 1939, som stationerades i Petsamo,

## Övertagande av Wärtsilä
Wärtsilä, under ledning av Wilhelm Wahlforss, övertog 1935 Maskin och Bro, inklusive Sandvikens Skeppsdocka och Mekaniska Verkstad, efter det att Maskin och Bros huvudägare Robert Mattson dött. Varvet i Sandviken integrerades helt i Wärtsilä som ett affärsområde i juli 1938.

## Bildgalleri

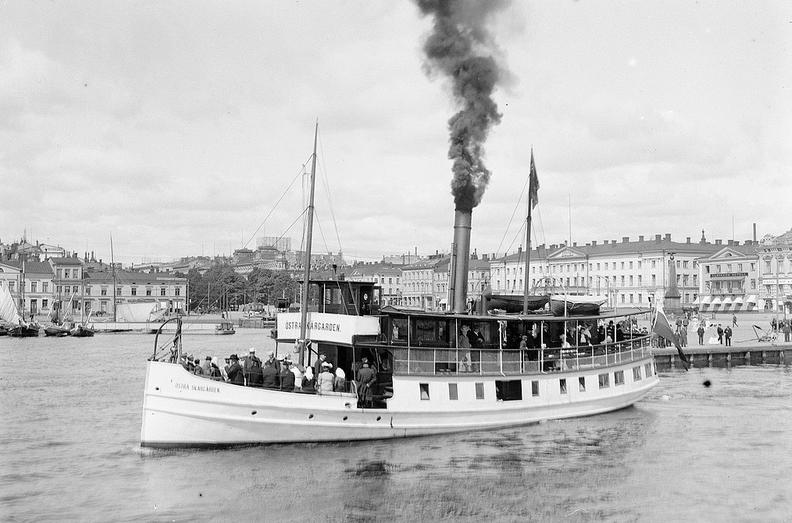
S/S Östra Skärgården, 1903–1904
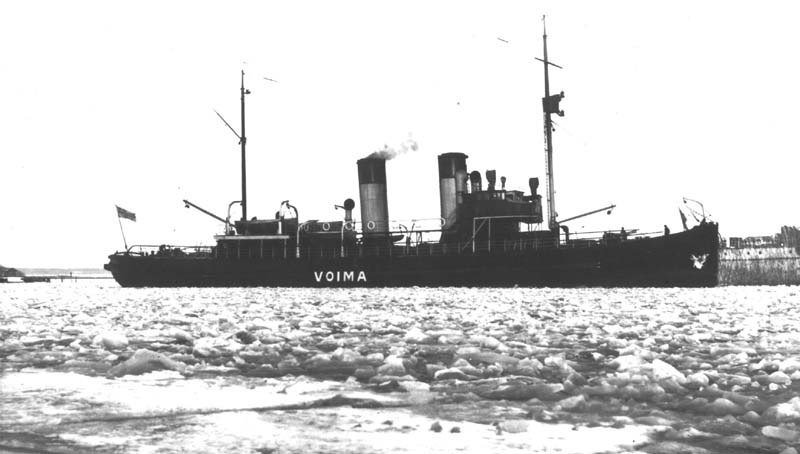
Isbrytaren Voima, 1916
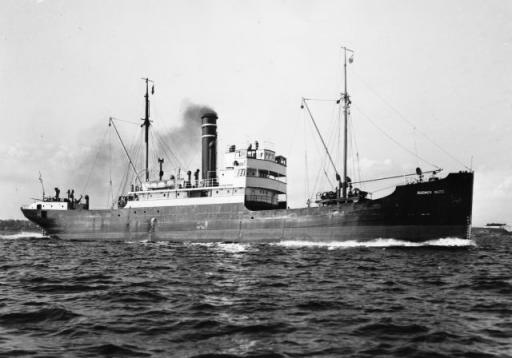
S/S Suomen Neito, 1922
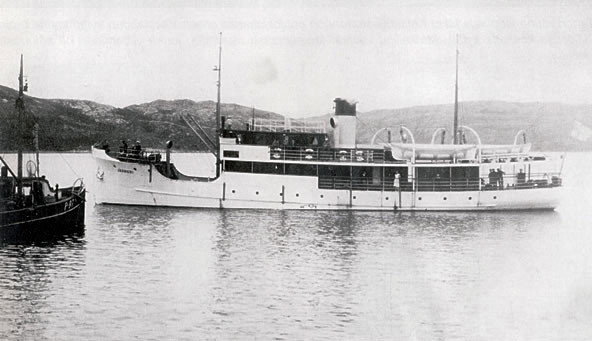
M/S Jäämeri i Linhammar i Petsamo, 1939
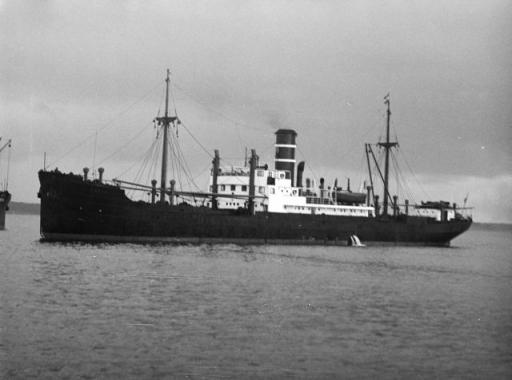
S/S Orion, 1935